# Matemática moderna
O Movimento da Matemática Moderna foi um movimento internacional do ensino de matemática que surgiu na década de 1960 e se baseava na formalidade e no rigor dos fundamentos da teoria dos conjuntos e da álgebra para o ensino e a aprendizagem de matemática.  A introdução da matemática moderna é objeto de críticas e controvérsias. Morris Kline foi um dos críticos que ajudou a cunhar o termo "Matemática Moderna” ao publicar em 1973, o livro Why Johnny can’t add: The failure of the new math, no qual apresenta a origem, o porquê e as deformações do movimento de reforma do currículo tradicional no ensino de matemática nos Estados Unidos, que depois teve repercussão em todo o mundo.
O Movimento da Matemática Moderna foi um movimento que teve grande força após a Segunda Guerra Mundial. A partir da década de 60 houve maior preocupação nas áreas relacionadas com a educação, a Matemática foi uma delas e pode tratar de temas que moldam área atual, realizou-se unificações de disciplinas e foi elencado temas pelos quais seriam debatidos e a partir de então ocorrem reuniões frequentes para que o tema seja debatido e postos a análise.
Segundo Lima (2011), o ensino da matemática é embasado em três pilares: conceituação, manipulação e aplicações. A conceituação é constituída por definições, demonstrações e correlações (conexões). A manipulação compreende o manuseio de fórmulas algébricas, de operações aritméticas, de soluções de equações por meio de algoritmos. A manipulação tem um papel preponderante no ensino da matemática. Na década de 60, surgiu o movimento denominado Matemática Moderna que enfatizava a conceituação, em detrimento da manipulação. O aluno aprendia que 3 + 5 = 5 + 3, pela propriedade comutativa da adição, mas não sabia que é 8. O movimento acabou caindo no descrédito, porque 3 + 5 = 5 + 3, não resolve o problema. As aplicações consistem na utilização de noções e teorias da matemática na resolução de problemas para obter resultados, tirar conclusões e fazer previsões.
Para ÁVILA (1993), a matemática moderna foi uma reforma profunda no ensino da matemática. Enfatizava acentuadamente a linguagem de conjuntos e abordava as diferentes partes da matemática de modo excessivamente formal. Inicialmente, contou com muitos adeptos, mas com a constatação de sua ineficiência, foi aumentando o número de opositores. Em muitos países, a matemática moderna foi sendo deixada de lado, com o aparecimento de novas mudanças. No Brasil, esse processo foi mais demorado, deixando resquícios que se perpetuam. O conteúdo era carregado de simbolismo e linguagem de conjunto, o que dificulta a aprendizagem. Em vez de dizer que as raízes da equação x² + 2x – 3 = 0 são 1 e -3, se dizia que o conjunto verdade da sentença x² + 2x – 3 = 0 é V = -3,1. A matemática depende de linguagem e simbolismo próprios. Como essas ferramentas são o que torna a matemática tão difícil, mas são inevitáveis, devem ser utilizadas com o necessário cuidado.